# Harald Kügler (Fußballspieler)
Harald Kügler (* 15. Februar 1962 in Münster) ist ein ehemaliger deutscher Fußballspieler.

## Karriere
Aus der Jugend des ESV Münster hervorgegangen, wechselte Kügler schon bald in die Nachwuchsabteilung des FC Schalke 04. Dort erreichte er mit der A-Jugend das Finale der deutschen A-Jugendmeisterschaft 1979/80, in dem die jungen Knappen dem SV Waldhof Mannheim mit 1:2 unterlagen.
Harald Kügler erhielt aufgrund seiner guten Leistungen im Nachwuchsbereich einen Lizenzspieler-Vertrag und hatte seine ersten Auftritte im deutschen Profifußball bei Schalke 04 von 1980 bis zur Spielzeit 1982/83. Für die Knappen bestritt er 26 Bundesliga- und 19 Zweitligaspiele mit 5 beziehungsweise 6 Toren. Über die Zwischenstation Alemannia Aachen kam er im Sommer 1983 zur SG Wattenscheid 09 und blieb dort bis 1990. Nach einem Jahr bei Preußen Münster wechselte er zu Rot-Weiss Essen, wo er bis zur Saison 1994/95 aktiv war. Seine Karriere beendete er bei Schwarz-Weiß Essen. Insgesamt bestritt Kügler 305 Zweitligaspiele, in denen er 91 Tore erzielte.